# La grande dinastia dei paperi
La grande dinastia dei paperi è una collana editoriale che raccoglie per la prima volta in Italiano tutte le storie realizzate da Carl Barks dal 1942 al 1968, alcune delle quali all'epoca inedite in Italia; la serie di volumi è stata distribuita in allegato al quotidiano Corriere della Sera nell'arco del 2008.

## Storia editoriale
Prima della pubblicazione della collana vi furono diversi tentativi di raccogliere in ordine cronologico tutte le storie realizzate da Carl Barks: uno dei primi fu la testata mensile Paperino d'oro, edita dalla Arnoldo Mondadori Editore, che però chiuse solo dopo 13 numeri senza completare l'opera, nonché diverse iniziative amatoriali pubblicate da ANAF e altre professionali della Comic Art. Solo con l'avvento del periodico Zio Paperone, inizialmente pubblicato da Mondadori e poi ripreso da Disney Italia, vennero raccolti in maniera filologica tutti i lavori di Barks sebbene a partire dal n. 70 furono ristampate con una nuova traduzione, lettering e colorazione le storie già uscite nei primi albi editi da Mondadori in ordine sparso e in relazione ad altre realizzate da autori affini a Barks presenti nel numero di turno.
Dopo la prima serie di Topolino Story e I classici della letteratura Disney, La grande dinastia dei paperi è la terza iniziativa editoriale nata con la collaborazione tra Disney Italia e RCS e condivide lo staff, composto da Lidia Cannatella, Luca Boschi e Alberto Becattini, nonché gli impianti di stampa delle storie pubblicate, dalla testata Zio Paperone. Il materiale viene proposto in ordine non cronologico e corredato da articoli di approfondimento e schede informative su storie e personaggi. Per decisione degli stessi curatori, il primo numero non apre con le prime storie di Carl Barks pubblicate tra il 1942 e il 1943, bensì con quelle uscite a partire dal 1950, in quanto più facili da introdurre per un pubblico più giovane e perché quegli anni è da loro considerato il periodo di massima creatività e produttività dell'autore.
La collana è stata ristampata da Giunti Editore nel 2018 per il circuito delle librerie con il titolo Paperdinastia, anche se dall'edizione originale uscita del 2008 vengono ripubblicati solamente i primi 6 volumi.
L'8 luglio 2021 viene annunciata una nuova ristampa de La grande dinastia dei paperi, con il primo numero distribuito a partire dal 20 luglio seguente in allegato con il Corriere della Sera e con La Gazzetta dello Sport. Rispetto a quella uscita tredici anni prima, quest'edizione dell'opera omnia di Barks non presenta nessuna novità, sebbene vi sia qualche differenza a livello di redazionali.

## Elenco dei volumi
La serie è formata da 48 volumi divisi in tre gruppi: 1950-1968, 1942-1949 e 1969-2008; ogni volume presenta un'introduzione realizzata da diversi esperti o autori del settore, come Luca Boschi, Giulio Giorello, Stefano Priarone, Silvia Ziche e Tito Faraci, l'analisi dei personaggi Disney e schede informative sulle storie presentate. Il titolo di ogni volume deriva dal titolo della prima storia contenuta nel volume, mentre la stampa è in formato 17x24 cm con una foliazione di 196 pagine.

### Dal 1950 al 1968
Il primo gruppo è relativo alle storie disegnate tra il 1950 e il 1968; tutte le storie sono disegnate da Barks, ad eccezione di Re Paperone Primo (1967) da lui solamente sceneggiata, disegnata da Tony Strobl (prima versione) e Daan Jippes (seconda versione), e che è stata pubblicata nel volume n. 32 e di Il pifferaio magico di Paperopoli (1959), storia parzialmente sceneggiata e disegnata da Barks e completata da Don Rosa, presente nel volume n. 20.
- Volume 1 - 1950 - Paperino e il sentiero dell'unicorno e altre storie (28/1/2008)
- Volume 2 - 1950/1951 - Paperino e le spie atomiche e altre storie (4/2/2008)
- Volume 3 - 1951 - Paperino nel tempo che fu e altre storie (11/2/2008)
- Volume 4 - 1952 - Zio Paperone e la disfida dei dollari e altre storie (18/2/2008)
- Volume 5 - 1952/1953 - Paperino e le forze occulte e altre storie (25/2/2008)
- Volume 6 - 1953 - Zio Paperone e la Stella del Polo e altre storie (3/3/2008)
- Volume 7 - 1953/1954 - Zio Paperone pesca lo skirillione e altre storie (10/3/2008)
- Volume 8 - 1954 - Zio Paperone e le sette città di Cibola e altre storie (17/3/2008)
- Volume 9 - 1954/1955 - Zio Paperone e l'isola del cavolo e altre storie (24/3/2008)
- Volume 10 - 1955 - Zio Paperone e la favolosa pietra filosofale e altre storie (31/3/2008)
- Volume 11 - 1955/1956 - Zio Paperone e i terremotari e altre storie (7/4/2008)
- Volume 12 - 1956 - Paperino e il torneo monetario e altre storie (14/4/2008)
- Volume 13 - 1956/1957 - Zio Paperone e il tesoro sottozero e altre storie (21/4/2008)
- Volume 14 - 1957 - Paperino nella terra degli indiani pigmei e altre storie (28/4/2008)
- Volume 15 - 1957/1958 - Zio Paperone e la città dai tetti d'oro e altre storie (5/5/2008)
- Volume 16 - 1958 - Zio Paperone e il re del fiume d'oro e altre storie (12/5/2008)
- Volume 17 - 1958/1959 - Paperino e il vascello fantasma e altre storie (19/5/2008)
- Volume 18 - 1959 (I) - Zio Paperone e l'oro di Pizarro e altre storie (26/5/2008)
- Volume 19 - 1959 (II) - Zio Paperone e il campionato di quattrini e altre storie (2/6/2008)
- Volume 20 - 1959/1960 - Zio Paperone e l'isola nel cielo e altre storie (9/6/2008)
- Volume 21 - 1960 - Zio Paperone magnate del petrolio e altre storie (16/6/2008)
- Volume 22 - 1960/1961 - Zio Paperone e la fonte della giovinezza e altre storie (23/6/2008)
- Volume 23 - 1961 - Zio Paperone e il riduttore atomico e altre storie (30/6/2008)
- Volume 24 - 1961/1962 - Zio Paperone e la fattucchiera e altre storie (7/7/2008)
- Volume 25 - 1962 - Zio Paperone e la caverna di Ali Babà e altre storie (14/7/2008)
- Volume 26 - 1962/1963 - Zio Paperone novello Ulisse e altre storie (21/7/2008)
- Volume 27 - 1963 - Zio Paperone e la corona dei Maya e altre storie (28/7/2008)
- Volume 28 - 1963/1964 - Amelia maga del cangiante e altre storie (4/8/2008)
- Volume 29 - 1964/1965 - Paperino e l'elefante picchiettato e altre storie (11/8/2008)
- Volume 30 - 1965 - Zio Paperone e i misteri della cattedrale e altre storie (18/8/2008)
- Volume 31 - 1966 - Zio Paperone tutto per la concessione e altre storie (25/8/2008)
- Volume 32 - 1966/1968 - Zio Paperone monarca del bestiame e altre storie (1/9/2008)

### Dal 1942 al 1949
Questo gruppo raccoglie tutte le storie disegnate dal 1942 al 1949; tutte le storie sono disegnate da Barks, sebbene alcune storie qui pubblicate sono state reinchiostrate da Daan Jippes; nel volume 33 sono pubblicate Paperino e l'oro del pirata, una storia disegnata da Barks in coppia con Jack Hannah e basata sullo storyboard di un cortometraggio mai realizzato, e Pluto salva la nave, dove Barks vi è solo sceneggiatore assieme ad Hannah e Nick George su soggetto di Eleanor Packer.
- Volume 33 - 1942/1943 - Paperino e l'oro del pirata e altre storie (8/9/2008)
- Volume 34 - 1943/1944 - Paperino e l'anello della mummia e altre storie (15/9/2008)
- Volume 35 - 1944/1945 - Paperino e l'oro gelato e altre storie (22/9/2008)
- Volume 36 - 1945/1946 - Paperino e il terrore di Golasecca e altre storie (29/9/2008)
- Volume 37 - 1946 - Paperino e l'incendiario e altre storie (6/10/2008)
- Volume 38 - 1946/1947 - Paperino in vulcanovia e altre storie (13/10/2008)
- Volume 39 - 1947 - Paperino e il Natale sul Monte Orso e altre storie (20/10/2008)
- Volume 40 - 1947/1948 - Paperino sceriffo di Val Mitraglia e altre storie (27/10/2008)
- Volume 41 - 1948/1949 - Paperino nell'Africa più nera e altre storie (03/11/2008)
- Volume 42 - 1949 (I) - Paperino e il mistero degli Incas e altre storie (10/11/2008)
- Volume 43 - 1949 (II) - Paperino e la scavatrice e altre storie (17/11/2008)

### Dal 1969 al 2008
Il terzo gruppo raccoglie tutti i fumetti solamente sceneggiati da Barks o frutto di idee e ricordi di opere mai pubblicate o incompiute dell'autore, negli anni successivi al suo pensionamento nel 1966. Quasi tutte le storie che appaiono nei volumi sono disegnati da Daan Jippes, che cerca di seguire più fedelmente possibile lo storyboard di Barks, diversamente da come hanno fatto altri artisti, quali Tony Strobl, Kay Wright, John Carey, Mau Heymans spinti dalla casa editrice Western Publishing. Tuttavia sono presenti storie disegnate da Strobl, Vicar, William Van Horn, Pat Block, Carlos Mota e da Giovan Battista Carpi. L'ultimo volume è atipico rispetto agli altri, in quanto contiene l'intera cronologia delle opere di Carl Barks.
- Volume 44 - 1969/2008 (I) - Paperino agente per un giorno e altre storie (24/11/2008)
- Volume 45 - 1969/2008 (II) - Il mastino delle Colline Mungolanti e altre storie (1/12/2008)
- Volume 46 - 1969/2008 (III) - La casa da tè del drago scodinzolante e altre storie (8/12/2008)
- Volume 47 - 1969/2008 (IV) - Capitani oltraggiosi e altre storie (15/12/2008)
- Volume 48 - 1932/2008 - Cronologia dell'opera omnia di Carl Barks (22/12/2008)